# Укроборонекспорт
Укроборонекспорт — спеціальне зовнішньоторгівельне українське державне підприємство в структурі Міністерства економічного розвитку і торгівлі. Спеціалізується на експорті товарів військового призначення оборонно-промислового комплексу України.